# Сехрават, Аман
Аман Сехрават (англ. Aman Sehrawat; 16 июля 2003, Бирохар, Джаджар, Харьяна, Индия) — индийский борец вольного стиля, бронзовый призёр летних Олимпийских игр 2024 года, чемпион Азии, призёр Азиатских игр.

## Карьера
Тренируется под руководством Лалита Кумара. Свой первый титул чемпиона Индии Сехрават выиграл в 2021 году. В октябре 2022 года в испанской Понтеведра, победив в финале Ахмета Думана из Турции, он завоевал титул чемпиона мира среди борцов до 23 лет. В апреле 2023 года в Астане, одолев в финале Алмаза Сманбекова из Кыргызстана, он стал чемпионом Азии. В октябре 2023 года в китайском Ханчжоу, одолев в схватке за 3 место хозяина ковра Лю Минху со счётом 11:0, он стал бронзовым призёром Азиатских игр. В мае 2024 года Аман Сехрават принял участие в мировом квалификационном турнире в Стамбуле, где в решающей схватке выиграл у Хан Чонг Сона из КНДР, завоевав лицензию на Олимпийские игры в Париж.

## Личная жизнь
По национальности — джат. Он родился в деревне Бирохар, округа Джаджар, штата Харьяна. Потерял обоих родителей, когда ему было 11 лет.

## Достижения
- Первенство мира по борьбе среди кадетов 2018 — ;
- Первенство Азии по борьбе среди юношей U15 2019 — ;
- Чемпионат мира по борьбе среди спортсменов до 23 лет 2022 — ;
- Азиатские игры 2022 — ;
- Чемпионат Азии по борьбе 2023 — ;
- Олимпийские игры 2024 — ;